# Lunafly
Lunafly (Hangul: 루나플라이) es una banda surcoreana compuesta por 4 miembros: Sam, Yub, Yun y Jin. Debutó bajo la discográfica Nega Network el 27 de septiembre de 2012. Lanzaron dos temas debut, uno de ellos, How Nice Would It Be alcanzó el puesto número 1 en las listas de CyWorld.

## Debut 2012
Nega Network dio a conocer un nuevo grupo idol del género K-pop llamado Lunafly.
Esta boy band está compuesta por tres miembros Sam, Teo y Yun. Escogieron el estilo de bandas como FtIsland, Trax y CnBlue para promocionarse la única diferencia era el sonido más acústico y la imagen más dura que proyectaban.
Pese a que no haber debutado oficialmente, este grupo se ubicó en el primer puesto en las listas de música CyWorld gracias a su sencillo debut, además el grupo ofreció un concierto el 1 de diciembre en el Hall FM Tokyo en Japón.

## Integrantes

### Sam Carter
Es el líder del grupo, compositor , guitarrista y cantante. Nació en Inglaterra, hijo de madre coreana y padre Inglés, el 14 de octubre de 1987, vivió en Londres hasta que se mudó a Corea solo, lo cual ha dicho es uno de sus mayores logros. Mide 1.79cm y pesa 66kg. solía ser un futbolista profesional hasta que sufrió una lesión lo cual le impidió que siguiera su carrera. Por otra parte, también participó en el programa de la MBC "The Born of a Great Star". 
Toca la guitarra, violín y el bajo. También se sabe que le gustaría participar en el programa We Got Married junto a BoA a quien consideraba su tipo de chica ideal.

### Yub
Shin Sang Yeob; guitarrista, nació el 23 de febrero de 1991, Yub ya estaba trabajando con LUNAFLY desde la etapa de Fly To Love.
Los miembros bromean diciendo que su apodo es Yubtana porque dicen que toca la guitarra como el artista mexicano Santana.

### Yun
Han Seung Yun; es compositor, guitarrista y cantante, nació el 14 de enero de 1994 mide 1.79 cm y pesa 65 kg, es el integrante más joven del grupo por lo cual es llamado maknae.

### Jin
Ha Jin; baterista, nació el 18 de septiembre de 1995, toca la batería desde los 5 años, es muy bueno haciendo trucos de magia.

## Discografía
Album
- 2013: Fly to Love
- 2015: Hermosos Recuerdos

Mini Album
- 2014: Special Guy

Single
- 2012: How Nice Would It Be
- 2012: Clear Day, Cloudy Day
- 2013: YEOWOOYA
- 2013: Stardust
- 2014: Thank You